# Максимова Анастасія Іванівна
Анастасія Іванівна Максимова (нар. 27 червня 1991 року) — російська гімнастка, заслужений майстер спорту Росії. Олімпійська чемпіонка у групових вправах (2016), чемпіонка світу і Європи.

## Біографія
У Баку на чемпіонаті Європи 2014 року збірна Росії завоювала три медалі в групових вправах: дві золотих (багатоборство і вправу з двома стрічками і трьома м'ячами) і одну срібну (вправа з п'ятьма парами булав).

## Нагороди
- Орден Дружби (25 серпня 2016 року) — за високі спортивні досягнення на Іграх XXXI Олімпіади 2016 року в місті Ріо-де-Жанейро (Бразилія), проявлену волю до перемоги[3].